# Brooklyn Park (Minnesota)
Pour les articles homonymes, voir Brooklyn Park.
La ville américaine de Brooklyn Park est située dans le comté de Hennepin, dans l’État du Minnesota. Lors du recensement de 2020, sa population s’élevait à 86 478 habitants.